# Midamiella santaremensis
Midamiella santaremensis là một loài bọ cánh cứng trong họ Cerambycidae.